# 杨丽霞
杨丽霞（1962年4月—），云南大理人，白族，中国心血管内科军医。第十三届全国人民代表大会解放军和武警部队代表。担任过成都军区昆明总医院心血管内科主任，第三军医大学、昆明医科大学博士生导师，是多家学术期刊的审稿人、编委。